# Tori Franklin
Tori Franklin, née le 7 octobre 1992 à Westmont dans l'Illinois , est une athlète américaine spécialiste du triple saut.

## Biographie
Elle obtient une médaille d'or lors des Championnats NACAC espoirs 2014 à Kamloops. En 2017, elle se qualifie pour les Championnats du monde de Londres où elle finit 14e avec un saut à 14,03 m. Elle réitère cette performance lors des mondiaux en salle de Birmingham début 2018 où elle finira cette fois-ci 8e. Quelques semaines plus tard elle devient deuxième meilleure performeuse américaine de l'histoire de sa discipline grâce à un saut à 14,48 m aux Texas Relays. Le 12 mai 2018, lors du meeting de la Guadeloupe ayant lieu à Baie-Mahault, elle effectue un bond à 14,84 m ce qui constitue un nouveau record des Etats-Unis et également la meilleure performance mondiale de l'année,,. Elle est triple championne des Etats-Unis en salle du triple saut ainsi que quadruple vice-championne en extérieur. 
Entre 2018 et 2020, elle termine 3 fois deuxième des championnats des Etats-Unis d'athlétisme derrière Keturah Orji. La série prend fin le 15 février 2020, quand Tori Franklin redevient championne nationale du triple saut en salle en améliorant le record des Etats-Unis, précédemment détenu par sa rivale, avec un saut à 14,64 m. Elle devient ainsi détentrice des records nationaux du triple saut en salle et en plein air.
Elle remporte la médaille de bronze aux championnats du monde 2022, à Eugene, devancée par Yulimar Rojas et Shanieka Ricketts.

## Palmarès

### International
| Date | Compétition                    | Lieu             | Résultat | Épreuve     | Marque  |
| ---- | ------------------------------ | ---------------- | -------- | ----------- | ------- |
| 2014 | Championnats NACAC espoirs     | Kamloops         | 1re      | Triple saut | 13,42 m |
| 2017 | Championnats du monde          | Londres          | 14e      | Triple saut | 14,03 m |
| 2018 | Championnats du monde en salle | Birmingham       | 8e       | Triple saut | 14,03 m |
| 2018 | Championnats NACAC             | Toronto          | 2e       | Triple saut | 14,08 m |
| 2018 | Ligue de diamant               | Ligue de diamant | 4e       | Triple saut | 14,17 m |
| 2018 | Coupe continentale             | Ostrava          | 5e       | Triple saut | 14,27 m |
| 2019 | Championnats du monde          | Doha             | 9e       | Triple saut | 14,08 m |
| 2021 | Jeux olympiques                | Tokyo            | 25e      | Triple saut | 13,68 m |
| 2022 | Championnats du monde en salle | Belgrade         | 13e      | Triple saut | 13,89 m |
| 2022 | Championnats du monde          | Eugene           | 3e       | Triple saut | 14,72 m |

### National
| Date | Compétition                                                 | Lieu        | Résultat | Épreuve     | Performance  |
| ---- | ----------------------------------------------------------- | ----------- | -------- | ----------- | ------------ |
| 2012 | Sélections olympiques américaines                           | Eugene      | 17e      | Triple saut | 12,53 m      |
| 2013 | Championnats des États-Unis                                 | Des Moines  | 5e       | Triple saut | 13,45 m      |
| 2014 | Championnats des États-Unis                                 | Sacramento  | 10e      | Triple saut | 12,93 m      |
| 2015 | Championnats des États-Unis                                 | Eugene      | 11e      | Triple saut | 13,01 m      |
| 2016 | Championnats des États-Unis                                 | Portland    | 2e       | Triple saut | 13,66 m      |
| 2016 | Sélections olympiques américaines                           | Eugene      | 9e       | Triple saut | 13,13 m      |
| 2017 | Championnats des États-Unis en salle                        | Albuquerque | 1re      | Triple saut | 13,86 m      |
| 2017 | Championnats des États-Unis                                 | Sacramento  | 2e       | Triple saut | 13,80 m      |
| 2018 | Championnats des États-Unis en salle                        | Albuquerque | 1re      | Triple saut | 14,15 m      |
| 2018 | Championnats des États-Unis                                 | Des Moines  | 2e       | Triple saut | 14,52 m      |
| 2019 | Championnats des États-Unis d'athlétisme en salle 2019 (en) | New York    | 2e       | Triple saut | 14,45 m      |
| 2019 | Championnats des États-Unis                                 | Des Moines  | 2e       | Triple saut | 14,36 m      |
| 2020 | Championnats des États-Unis d'athlétisme en salle 2020 (en) | Albuquerque | 1re      | Triple saut | 14,64 m (NR) |

## Records
| Épreuve     | Épreuve   | Marque  | Lieu        | Date            |
| ----------- | --------- | ------- | ----------- | --------------- |
| Triple saut | Plein air | 14,86 m | Monaco      | 10 août 2022    |
| Triple saut | Salle     | 14,64 m | Albuquerque | 14 février 2020 |